# Église du Sacré-Cœur de Genève
Pour les articles homonymes, voir Église du Sacré-Cœur.
L'église du Sacré-Cœur est une église du centre-ville de Genève dans le quartier de Plainpalais.

## Historique
Lors de la démolition des fortifications de la ville au XIXe siècle, un grand nombre de parcelles deviennent disponibles. Cela permet la construction d'un certain nombre de lieux de culte. La loge maçonnique Alpina fait construire le Temple Unique, avec comme but d'avoir un seul temple pour toutes les loges. En 1868, pour cause de difficultés financières, les loges maçonniques sont dans l'obligation de vendre le bâtiment, d'abord au prince Galitzine, principal créancier. Le bâtiment finira ensuite dans les mains du Dr Antoine Baumgartner. Le bâtiment abritera alors successivement une brasserie, la section genevoise de l'Internationale ouvrière et la société genevoise des amis de l'instruction. En 1873, lorsque l'église Saint-Germain de Genève est mise à disposition de l'Église catholique chrétienne dans le cadre du Kulturkampf, la paroisse catholique déménage au Sacré-Cœur, racheté par un intermédiaire à la suite de négociations menées par le cardinal Gaspard Mermillod. Le premier culte catholique a lieu le 19 octobre 1873.
En 1939, le bâtiment est rallongé de 15,5 m en direction de l'est, sous la direction d'Adolphe Guyonnet,.
En 1970, un nouvel orgue de 18 jeux réels sur trois claviers et pédale est construit par la Manufacture de Grandes Orgues de Genève, et relevé en 2013.
Le 19 juillet 2018, un important incendie détruit une grande partie du bâtiment. À la suite de cela, le bâtiment est reconstruit pour devenir une maison d'Église,. Les travaux de déconstruction, reconstruction et aménagement ont coûté 25,5 millions de francs, ils ont été confiés à l’architecte tessinois Christian Rivola. L’architecte parisien Jean-Marie Duthilleul a conçu la nouvelle disposition du lieu de culte.
La réouverture du bâtiment a lieu à Pâques 2024, et permet d'y avoir à nouveau une église, ainsi que des bureaux et des espaces de réunion. Dans le cadre des travaux, les fresques du chemin de croix de l'église ont également été restaurées, et une pointe des anciennes fortifications de la ville de Genève, démolies par les réformes fazystes, a été découverte dans les sous-sols. L'église sera munie d'un nouvel orgue d'une conception innovante sans tuyaux apparents, construit par la manufacture alsacienne Muhleisen.